# Viña Tarapacá
Viña Tarapacá, antiguamente llamada Viña de Rojas y Viña Zavala, es una viña y bodega chilena, fundada en Isla de Maipo, por Francisco de Rojas y Salamanca, en 1874. Desde 2008 la viña integra el grupo llamado Viña San Pedro-Taparacá S.A., o VSPT Wine Group, una sociedad que suma un total de 4254 hectáreas de vid cultivadas, produciendo más de 16 millones de cajones de vino por año (144 millones de litros), que sus integrantes comercializan en más de 80 mercados en los cinco continentes, constituyendo el segundo conglomerado exportador de vinos de Chile, y una de las 15 compañías de vinos más grandes del mundo. De este total, Viña Tarapacá contribuye con 611 hectáreas, y una producción de 98.000 cajones de vino por año (882 mil litros), que distribuye en 50 países.

## Premios y reconocimientos
- Nacionales:
  - Medalla de plata, en la Exposición Internacional de Santiago de 1875.[1]
  - Viña del año, como VSPT Wine Group, en 2014, según la Asociación Vinos de Chile.[3]

- Internacionales:
  - Medalla de plata, en la Exposición Universal de Filadelfia de 1876.[1]
  - Compañía verde del año, en 2016,[4] y segundo lugar en 2014,[5] otorgado por Drinks Business Green Awards a VSPT Wine Group.
  - Compañía ética del año, en 2014 como VSPT Wine Group,[5] según Drinks Business Green Awards.
  - 2º lugar en la categoría Gestión del agua, en 2017, según Drinks Business Green Awards a VSPT Wine Group.[6]
  - Certificación de comercio justo Fair for Life, de Ecocert, vigente desde 2020 a VSPT Wine Group.[2]